# Il piacere del sangue
Il piacere del sangue (Bordello of Blood) è un film del 1996, diretto da Gilbert Adler, ispirato alla popolare serie tv I racconti della cripta. Il titolo completo del film è Racconti dalla Crypta: Il piacere del sangue.

## Trama
Vincent Prather riporta in vita Lilith, la signora di tutti i vampiri per scopi inizialmente religiosi. Infatti il reverendo J.C Current ha aperto un bordello di vampire in modo da attirare i maschi libidinosi e farli uccidere come punizione dei loro peccati. L'unico modo per tenere a bada Lilith è una chiave contenente il sangue di Cristo (la stessa apparsa ne Il cavaliere del male).
Una sera cadono nella trappola due ragazzi tra cui Caleb, fratello di Katherine Verdoux. Quest'ultima si rivolge al detective Rafe Guttman per investigare sulla misteriosa scomparsa. Rafe ci mette poco ad arrivare al bordello ma riesce ad evitare di essere ucciso, non accorgendosi però che era penetrato in un covo di vampiri. Lilith invece di vendicarsi medita altri progetti per Rafe che possiede un gruppo sanguigno veramente raro. Intanto la vampira decide di fare di testa sua e cerca l'aiuto di Vincent. Benché il reverendo Current cerca di dissuaderlo, Vincent distrugge la chiave liberando definitivamente Lilith che prende il controllo del bordello.
Nel frattempo il detective capisce che ha a che fare con i vampiri e cerca di convincere anche Katherine che poco dopo riceve una telefonata da suo fratello Caleb ancora vivo che le chiede aiuto. Dato appuntamento in una fabbrica, Caleb si rivela esser diventato un vampiro e rapita la sorella insieme ad altri accoliti di Lilith lascia Rafe privo di sensi nella fabbrica. Il detective decide di penetrare nuovamente nel bordello e finire questa storia una volta per tutte. All'interno, dopo aver ucciso Vincent si aggrega al reverendo per uccidere tutti i vampiri ma JC lo informa che per uccidere Lilith non basta l'acqua santa, croci o paletti di legno; ma bisogna dividere il suo cuore in quattro parti. Uccise tutte le vampire e anche Caleb con pistole a spruzzo riempite di acqua benedetta, i due si separano.
JC cercando di liberare Katherine, si accorge che in realtà si tratta di Lilith che non tarda a mostrare il suo vero aspetto. Cercando di strapparle il cuore con un pugnale, Lilith reagisce e lo trafigge in pieno petto con lo stesso pugnale dopo avergli staccato praticamente la mano. In quel momento sopraggiunge Rafe che la colpisce con un'ascia bipenne spaccandola in due (e riuscendo a dividere il suo cuore a metà) ma Lilith si ricompone subito e sparisce di colpo. Katherine viene liberata da Rafe e prima di morire JC gli dice di rivelare a tutto il mondo cosa sta succedendo. I due si dirigono allo studio dove lavorava JC ma qui vengono raggiunti da Lilith che dopo aver bloccato Rafe con delle manette raggiunge Katherine per ucciderla. Nel momento in cui Lilith sta per uccidere Katherine, Rafe grazie ad un laser a croce spara alla schiena della vampira trapassandola da parte a parte. Lilith però si rialza subito e dice a Rafe che, finché il cuore rimane unito all'interno del suo torace, non può morire. Stufa del detective si avvicina a lui mostrando il suo vero aspetto (da donna bellissima a creatura orripilante). Mentre sta per sferrare l'attacco fatale, da dietro Katherine la trafigge con una forca di metallo facendole espellere il cuore dal suo corpo in quattro parti esatte. In quel momento Lilith prende fuoco e si disintegra lasciando solo lo scheletro carbonizzato. Una volta tornati al bordello lo fanno chiudere definitivamente da un rabbino che benedice il posto. Rafe e Katherine salgono in macchina ma lui non fa in tempo ad accorgersi di due buchi sulla coscia della ragazza, che quest'ultima lo morde uccidendolo.